# Vertigo (tijdschrift)
Vertigo is een Belgisch gratis filmtijdschrift dat maandelijks wordt verspreid in bioscopen, culturele centra en horecazaken.

## Geschiedenis
Op 2 april 2014 verscheen de eerste editie met Vlaamse overheidssteun in een oplage van 60.000 exemplaren via 160 locaties. Hoofdredacteur Steven Tuffin (o.a. Knack Focus) werd bijgestaan door Ruben Nollet (P-Magazine/De Tijd) en Kurt Vandemaele (De Morgen). In 2020 bestond de redactie uit Jonas Govaerts, Chris Craps en Ruben Nollet.
Lijst van tijdschriften in België